# فانتیک
فانتیک (روسی: Фантик - Первобытная история؛ تلفظ: Fantik - Pervobytnaya Istoriya؛ انگلیسی: A Sweet Wrapper - A Primitive Story) نام فیلم انیمیشن کوتاه ۲۰ دقیقه‌ایست محصول اتحاد جماهیر شوروی که کمپانی انیمیشن سازی سایوزمولتفیلم آنرا در ۱۹۷۵ ساخته است و داستان بچه فیلی را به نام فانتیک در دوران پیش از تاریخ روایت می‌کند که گوش‌هایی بزرگ و قلبی مهربان دارد. این کارتون از تلویزیون ایران نیز پخش شده است.

## داستان
فانتیک نام فیل کوچک، مهربان و درازگوشی است که در جنگلی تاریک در دوران ماقبل تاریخ از خواب برمیخیزد و با کنجکاوی مشغول جستجو می‌شود. در راه با میمون بازیگوشی مواجه می‌شود که سر به سرش میگذارد و گوش‌های بزرگش را مسخره می‌کند ولی‌فانتیک اصلاً ناراحت نمی‌شود. در این بین صدایی شنیده می شود، گویی یک نفر گریه می‌کند و آب می‌خواهد. به دنبال صدا فانتیک به گلی کوچک میرسد که مرتب ناله می‌کند و می‌گوید آب. فانتیک به کنار برکه میرود و خرطومش را از آب پر می‌کند تا به گل آب برساند ولی چندین بار به خاطر صحبت با میمون یا کمک به لاک‌پشت پیری که بر لاکش به پشت افتاده مجبور به خالی کردن آب درون خرطومش می شود. در این بین ناگهان صدای‌وحشتناکی شنیده می‌شود و همه فرار می‌کنند، میمون که دیگر با فانتیک دوست شده است به او می‌گوید که خود را پنهان سازد وگرنه خورده خواهد شد. ناگهان سر و کلهٔ موجودی عجیب و پشمالو با دندان‌های تیز پیدا می شود.او شتوشا کتوشاست. فانتیک خود را به گل میرساند و آب درون خرطومش را روی آن می ریزد. آن گل کوچک ناگهان بزرگ شده و به درختی بلند با میوه ای درخشان بر نوکش تبدیل می‌شود که محیط تاریک جنگل را نیز روشنی می بخشد. دیگر حیوانات با تعجب به کنار درخت می آیند و بر آن چشم میدوزند. لاک‌پشت پیر و با تجربه می‌فهمد که فانتیک یک فیل معمولی نیست و می‌گوید که او باید آن میوه را بخورد. پس میمون از درخت بالا رفته و آن میوهٔ جادویی را می چیند. ولی ناگهان شتوشا کتوشا از راه می‌رسد و همه پراکنده می شوند. میمون، میوه را به خورد فانتیک می‌دهد و می‌گریزد. شتوشا کتوشا با دیدن فانتیک بر روی او می پرد تا او را بخورد ولی فانتیک ناگهان شروع به رشد نموده و به یک فیل سفید بزرگ و تنومند تبدیل می شود. شتوشا کوتوشا که وحشت کرده از آنجا دور می‌شود و زان پس حیوانات جنگل در آرامش زندگی می‌کنند.

## صداپیشگان
- آناستازیا گیورگیوسکایا در نقش لاک‌پشت
- زینایدا ناریشکینا در نقش میمون
- یوگنی لئونف در نقش شتوشا کوتوشا
- سوتلانا خارلاپ